# 紅山文化

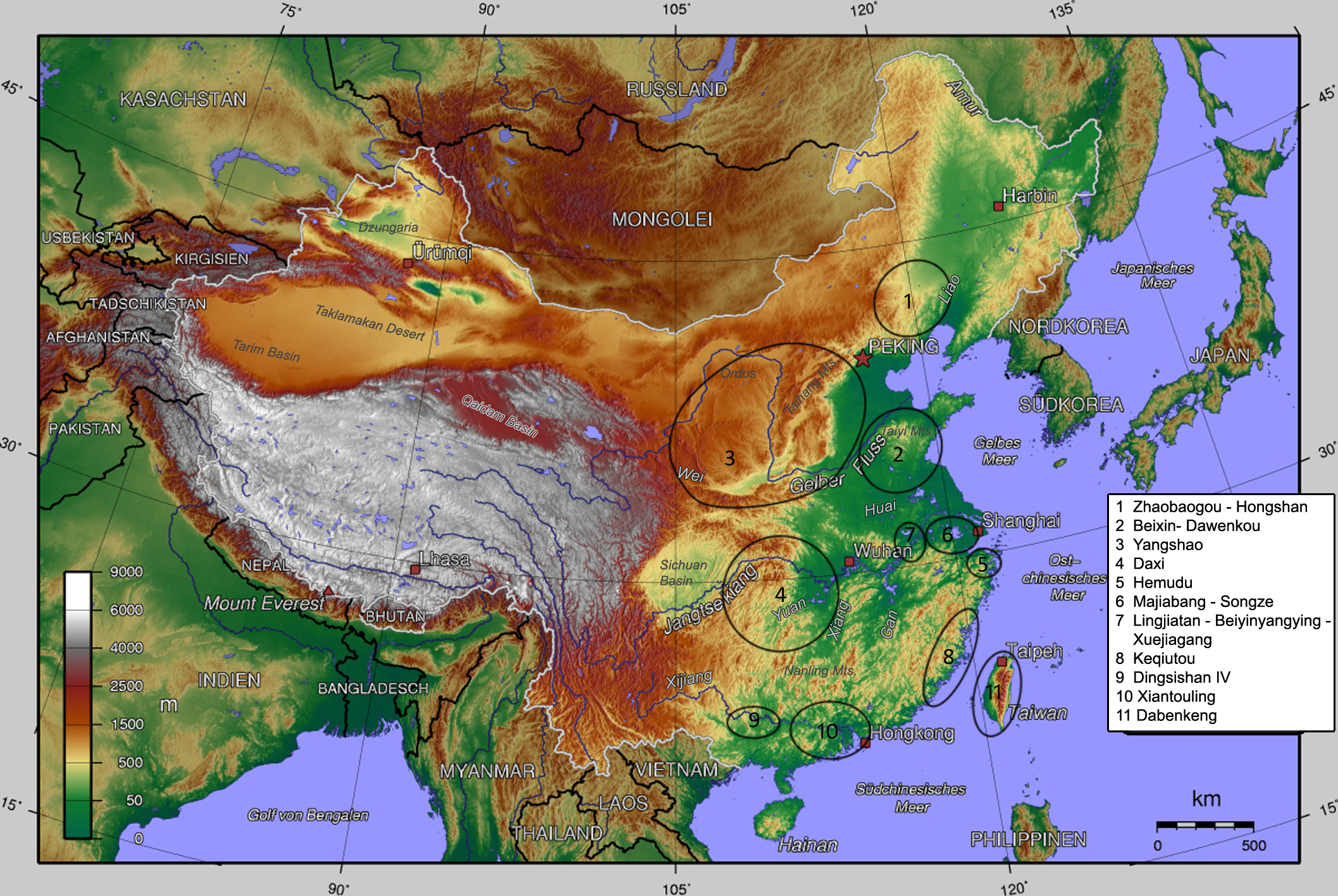
中国の新石器時代中期の地図、紅山文化の範囲は#1の部分。

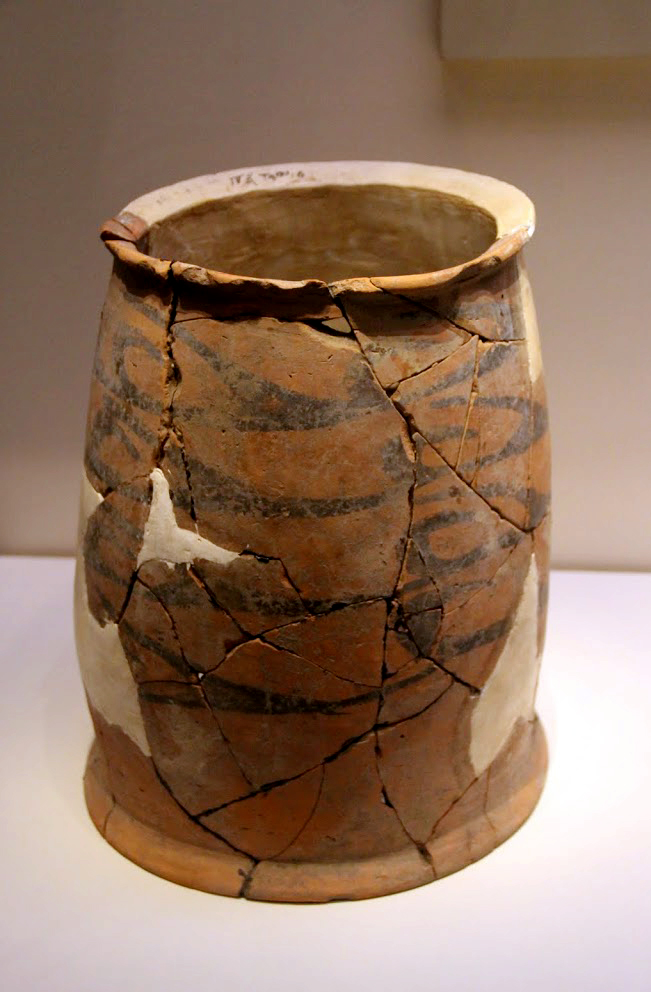
円筒陶器（紀元前4700-2900年）

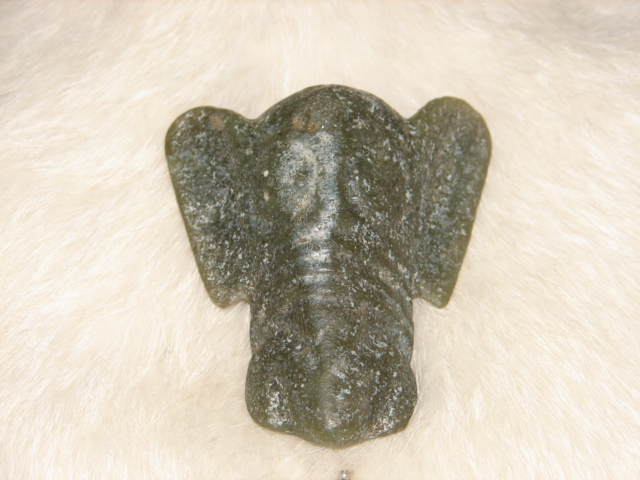
象頭の玉器

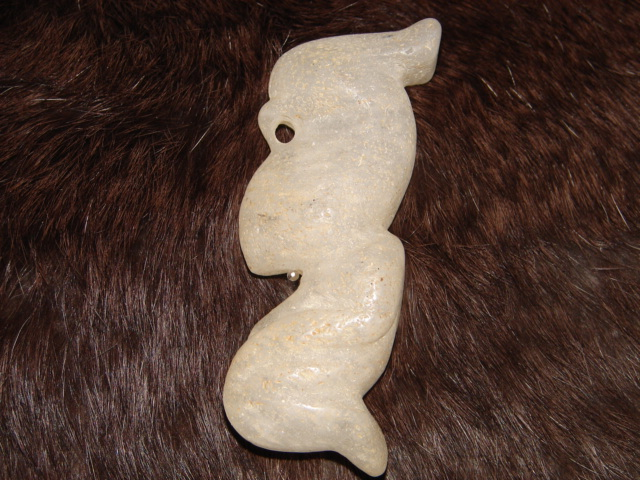
太陽神の玉器

紅山文化（こうさんぶんか、拼音: Hóngshān Wénhuà）は、中国河北省北部から内モンゴル自治区東南部、遼寧省西部に紀元前4700年頃-紀元前2900年頃）に存在した新石器時代の文化。
万里の長城より北方、燕山山脈の北から遼河支流の西遼河上流付近にかけて広がり、農業を主とした文化で、竜などをかたどったヒスイなどの玉から、現在の中国につながる文化や宗教の存在の可能性が考えられている。
紅山文化の名は、内モンゴル自治区の赤峰市で発見された紅山後（こうざんこう、Hongshanhou）遺跡に由来する。1908年、満蒙調査を行っていた考古学者の鳥居龍蔵が発見し、1935年に東亜考古学会の濱田耕作（浜田青陵）や水野清一らにより大規模な調査が行われた。戦後各地で発掘が相次ぎ、彩陶と細石器に特徴付けられるこの文化は1954年、紅山後にちなんで紅山文化と命名されている。

## 石器および陶器
紅山文化の主な遺跡は西遼河上流の支流、潢水および土河の流域に広がっている。その年代は現在から5000年以上さかのぼり、南の黄河流域の仰韶文化の中期および晩期に相当する。発見された石器は打製石器・磨製石器・細石器などであり、そのほとんどは農具で、石耜・石犁・石鋤などのすき類が多い。
紅山文化の陶器は、泥質紅陶および夾沙灰陶の2種類に分けられる。泥で作り筆で絵付けした彩陶（彩文土器）は煮炊きや食事などに使われ、紋様が刻まれた夾沙灰陶は食事の盛り付けなどに使われた。そのほかの陶器では、妊婦をかたどった胸像が各地から出土している。紅山文化では仰韶文化のような彩陶文化は発達しなかったが、龍山文化の黒陶の洗練された造形には近いものがある。また後期の遺跡からは青銅の環も発見されている。

## 生活
紅山文化では農業が主で、家畜を飼育しての畜産も発達しておりブタやヒツジが飼われた。一方では狩猟や採集などで野生動物を狩ったり野草を採ったりすることもあった。

## 玉石と精神文化、牛河梁遺跡
紅山文化の墳墓からは、ヒスイなどの石を彫って動物などの形にした装飾品が多く出土している。ブタ、トラ、鳥のほか、龍を刻んだものも見つかっている。工芸の水準は高く、紅山文化の大きな特徴となっている。「猪竜/ 玉猪竜（zhūlóng）」（燭陰（Zhulong）とは別）と呼ばれる紅山文化の玉竜（竜を彫った玉）の造形は単純であり、竜が円形になっているものが多いが、後期になると盤竜・紋竜などの区別がはっきりとしてくる。考古学者の中には、後に中原で始まった竜への崇拝は、紅山文化にその源を発するという見方もある。
1983年に遼寧省凌源市から建平県にかけての広い範囲で発見された牛河梁遺跡（ぎゅうがりょういせき、Niuheliang）からは紅山文化とかかわりの深い祭祀施設が発見されている。5平方kmにおよぶ広い範囲に石を積んで作られた墳墓や祭壇が整然と分布している。また石の床と彩色を施された壁のあった神殿が見つかり、目がヒスイでできた陶製の女性頭像が発見されたことから「女神廟」と呼ばれることになった。発掘の過程で、地下1mから祭祀の場や祭壇、壁画、ケアン（石塚）が発見された。
女神廟の中には、人間の3倍近い大きさの陶製の像が並んでいた。これらの像はおそらく神像であるが、現在の中国文化では類を見ないものである。
牛河梁で発見された記念碑的な建築物の存在、また様々な土地との交易の証拠から、この時期には先史時代の「首長国」「王国」があったと考えられる。
女神廟では彩陶も発見されている。付近の60以上の墳丘墓も発掘が行われたが、これらは石を組んで石室が作られ、その上に礫をかぶせて塚が作られており、中から玉などの遺物も発見されている。近くの2箇所の丘の上にはケアンが発見され、その近くには石灰岩を段々に積み上げて作った円墳や方墳もある。これらの墳丘墓の中からは龍や亀の彫刻が発見された。紅山文化ではいけにえが捧げられたという指摘もある。
仰韶文化初期の遺跡から発見された遺物が語るように、紅山文化の遺跡からも初期の風水の証拠とされるものが見つかっている。牛河梁遺跡など、紅山文化の祭祀遺跡にみられる円形や方形は、天円地方の宇宙観がすでに存在していたことを示唆している。

## 遼河文明
すでに長江流域から新石器時代の独自の文化（長江文明）が発見されて黄河文明中心の中国史に一石が投じられているが、黄河から北へ離れた東北（満州）の遼河流域の地からも中国の精神文化へ繋がる文明が発見されたことは大きな反響を呼んだ。この後も、遼河流域から興隆窪文化などの新石器文化が発見されている。遼河流域の文化は黄河流域の文化などとともに中華文明へと合流したという評価がなされており、そのつながりを探る研究もなされている。
2015年1月に合衆国科学アカデミー紀要に発表された中国科学院のXiaoping Yang、合衆国ニューメキシコ大学のLouis A. Scuderiと彼らの共同研究者による内モンゴル自治区東部の渾善達克砂丘地帯の堆積物の検討によれば、従来は過去100万年にわたって砂漠であったと考えられていた同地帯は12,000年前頃から4000年前頃までは豊かな水資源に恵まれており、深い湖沼群や森林が存在したが、約4,200年前頃から始まった気候変動により砂漠化した。このために約4,000年前頃から紅山文化の人々が南方へ移住し、のちの中国文化へと発達した可能性が指摘されている。
韓国の研究家は満州にあった扶余が高句麗や百済などを建国したという伝承に紅山文化を関連付けている。「古朝鮮」文明と「遼河文明」を同じと考え、古朝鮮が遼河文明を通じ中国文明を築いたという説も唱えられている。海外の史観では、紅山文化の土器が中国大陸の物より韓国の櫛文土器ともっと似ているという主張もある、2007年に江原道高城郡と全羅南道麗水市には紅山文化の玉石と同じ形の玉石が発見されており、紀元前6000年のものである。
韓国の在野史学（民間のアマチュア歴史愛好家）には、紅山文化と古朝鮮とを関連付ける見解があるが、講壇史学界（大学教員などのアカデミズム）では否定的な見解が主流であり、朝鮮古代史学界の権威である盧泰敦（朝鮮語: 노태돈、ソウル大学）や盧泰敦の弟子の宋鎬晸（朝鮮語: 송호정、韓国教員大学）なども否定している。韓国の古代史学界は、中国東北部の青銅器時代の典型的遺物である琵琶形銅剣とシャムシールと美松里式土器の使用開始年代は紀元前10世紀であり、朝鮮半島にはそれ以降に伝播した、つまり、国家が形成されるには青銅器時代が必要なことから古朝鮮の建国・出現は早くとも紀元前9世紀以降に比定しており、紀元前30世紀頃に消滅した紅山文化と古朝鮮との時間的隔たりがあまりにも大きいため、紅山文化と古朝鮮との関係性を見出し難いためである。
なお紅山文化時代の古人骨のY染色体ハプログループ分析によると、ウラル系諸族やヤクート人に高頻度で観察されるハプログループNが67%の高頻度で観察され、遼河文明の担い手がウラル語族と縁戚関係を持つ言語を話していた可能性も考えられる。

### 遼河文明一覧
- 興隆窪文化
- 新楽文化
- 趙宝溝文化
- 夏家店下層文化

### その他の中国の新石器・青銅器文化
- 中国の新石器文化の一覧
- 黄河文明
- 長江文明
- 遼河文明
- 裴李崗文化
- 北辛文化
- 馬家浜文化
- 馬家窯文化
- 大汶口文化
- 仰韶文化
- 龍山文化
- 二里頭文化
- 夏